# 砷
砷，旧称砒，是一種化學元素，化學符號为As，原子序數为33，原子量為74.921595 u。砷分布在多种矿物中，通常与硫和其它金属元素共存，也有纯的元素晶体。艾尔伯图斯·麦格努斯在1250年首次对砷进行了记载。砷是一种非金属元素。单质以灰砷、黑砷和黄砷这三种同素异形体的形式存在，但只有灰砷在工业上具有重要的用途。
砷可用于合金的制造，比如生产铜的强化合金或是添加到制造车用铅酸蓄电池的合金中。制造半导体电子器件时用砷作为掺杂剂合成n形半导体材料，掺杂了硅的光电子化合物砷化镓是在使用中最常见的半导体。砷和它的化合物，特别是三氧化二砷（砒霜）用于合成农药（用于处理木材产品）、除草剂和杀虫剂。但这些方面的应用正在逐渐消失。
虽然有少数几种细菌能够将砷化合物作为呼吸代谢物，但是对于多细胞生物而言砷是有毒物质。受砷污染的地下水是影响全世界几百万人的环境问题。

## 特性

### 同位素
砷在自然界中存在的稳定同位素为75As。截至2003年，至少有33种砷的放射性同位素已经被合成出来，其中最稳定的73As半衰期为80.3天。质量比稳定同位素75As轻的同位素倾向于发生β+衰变，比稳定同位素75As重的同位素倾向于发生β-衰变，但也有一些例外。
至少已有10种砷的核同质异能素已被报道出来，它们的原子质量从66至84。这些核同质异能素中最稳定的是68mAs，它的半衰期为11秒。

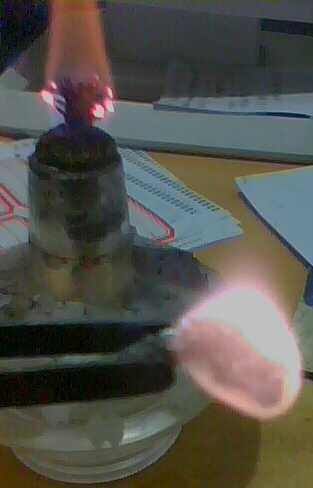
砷在空气中燃烧

### 物理性质
单质砷的三种同素异形体是灰砷、黄砷和黑砷，其中以灰砷最为常见。灰砷（空间群为R3m No. 166）采用了由许多互锁竖起的六元环所构成的双层结构。因为层与层之间的结合力弱，所以灰砷是脆性的，它的摩氏硬度较低仅为3.5，最近的和次近的原子构成了一个扭曲的八面体结构，三个在同一，这种相对紧密的堆积使得灰砷有达到5.73 g/cm3的较高密度。灰砷是一种半金属，但如果是非晶质的灰砷则为带隙达1.2-1.4 eV的半导体。黄砷质地较软且成蜡状，一定程度上类似于白磷（P4）。黄砷和白磷的分子结构都是由四个原子以单键的方式相互连接所构成的四面体结构。这类以分子晶体形式存在的不稳定同素异形体最易挥发，密度最低而且毒性固体最大。黄砷固体是由快速冷却砷蒸汽产生的，它在光照下迅速转化成灰砷。黄砷的密度为1.97 g/cm3。黑砷的结构与红磷的类似。

### 化学性质
单质砷在空气中加热后氧化生成三氧化二砷，由这个反应产生的烟雾有蒜臭味。这种气味在用锤子敲击含砷矿物比如砷黄铁矿时也会产生并被检测到。砷和一些含砷化合物在大气压下经加热后升华，在887K(614℃)时不经过液态直接转变为气态。砷的三相点为3.63MPa、1090K（820℃）。砷与浓硝酸反应得到砷酸，与稀硝酸反应生成亚砷酸，单质与浓硫酸反应得到三氧化二砷。
砷和硫、氯气、溴或者碘反应，也能产生三价的砷化合物：
2 As + 3 S → As2S3
2 As + 3 Br2 → 2AsBr3
和氟反应，得到五氟化砷：
2 As + 5 F2 → 2 AsF5

## 化合物
砷化合物的性质在某些方面与周期表同族的磷化合物相似。正五价的砷化合物较为少见，砷常见的氧化态为3价的砷化物比如类似合金的金属间化合物、+3价的亚砷酸和砷酸盐以及大部分有机砷化物。

### 无机砷化合物
砷原子之间也容易形成化学键，比如方钴矿中通过As-As键形成的正方形As43-离子。+3价的砷化合物分子由于存在孤对电子，因此通常是三角锥形的。
此外，砷还可以形成阳离子原子簇，如黄色的As3S4+和橙色的As3Se4+。
由单质砷氧化形成的无色、无臭的晶状氧化物As2O3（砒霜）和As2O5都有吸湿性的，它们均能速溶于水形成酸性溶液。砷酸是一种弱酸，它形成的盐称为砷酸盐。砷污染地下水主要是砷酸盐造成的，它影响着全世界许多人饮用水和生活用水的安全。人工合成的砷酸盐包括巴黎绿（醋酸亚砷酸铜）、砷酸钙和砷酸氢铅。这三种砷酸盐被用于农用杀虫剂和毒药。
砷酸盐质子化形成砷酸的步骤与磷酸盐到磷酸的过程相似。亚砷酸不同于亚磷酸，它可以写成As(OH)3的氢氧化物形式。多种砷的硫化物已为人所知。雌黄（As2S3）和雄黄（As4S4）是比较丰富的，过去也用于油画颜料。在As4S4中，砷的形式氧化态为+2价，但因为分子中存在着As-As键使得砷的实际氧化态仍是+3价。
三价砷的三氟化物、三氯化物、三溴化物和三碘化物都已被人所知，但五价砷的卤化物中只有五氟化砷在室温下能稳定存在，五氯化砷仅在-50℃下稳定，这反映了五价砷的稳定性较低。
欧盟将无机砷列为第一类致癌物质。

### 有机砷化合物
有机砷化合物绝大多数有毒，有些还有剧毒。而偶氮胂类的化合物常用来检验锕系元素钍、铀等元素的离子。

### 合金
砷用于制造三五半导体材料砷化镓、砷化铟和砷化铝。虽然砷化镓的价电子和硅原子相同，但是两者的价带结构完全不同，导致两者整体性质的不同。其他砷的合金包括二五半导体材料砷化镉。

## 分布和生产
金属的硫砷化物、金属砷化物和雄黄以及自然界中的砷单质是商品化的砷产品的主要来源。环境中也有有机砷化合物存在。有机无机砷及其化合物，一旦进入食物链，通过甲基化过程逐步代谢为毒性较低的砷。
其他接触到自然界中的砷元素的途径包括火山灰、含砷矿物和矿石的风化和被地下水溶解。砷也能存在于食物、水体、土壤和空气中。砷能被所有的植物吸收，但更容易在叶用蔬菜、稻米、苹果和葡萄汁以及海产品中富集。通过呼吸吸入是另一条接触砷的途径。
根据英国地质调查局和美国地质调查局的统计，在2005年中国出产的砒霜占了世界近50％的生产份额，是当时世界上最大的砒霜生产国，排名其后的有智利、秘鲁和摩洛哥。因环境原因大部分在美国和欧盟的砒霜生产都已停止。砷主要是从提炼铜产生的副产物中提取回收出来的。从铜、黄金、铅冶炼厂排出的粉尘就含有砷。
在空气中焙烧砷黄铁矿，砷元素以三氧化二砷的形式升华与氧化铁分离。而在无氧条件下焙烧则生成砷单质。通过在真空条件或氢气气氛中升华的方法可以将砷从硫或硫族元素中分离出来，也可以通过蒸馏熔融的铅砷混合物来分离砷。

## 历史
中国人很早就广泛使用砷的化合物：雌黄（三硫化二砷），雄黄（四硫化四砷），和砒霜（三氧化二砷）。三者都曾被用于中药。雌黄更是古代东西方均广泛使用的金黄色颜料。雌黄也可用于修改错字，故有信口雌黄之说。
砒霜是古代最常见的毒药，常被用于谋杀。拿破仑即可能死于砒霜。
英语中的arsenic（砷）一词最初源自叙利亚语中的雌黄一词ܠܐ ܙܐܦܢܝܐ（音zarniqa）。这个词来自波斯语زرنيخ（音zarnikh，意为金黄色）。传入希腊语后，被讹作ἀρσενικόν（arsenikon）（单词“雄性”，ἀρσενικός，的中性形式）。后来这个希腊词又传入拉丁语成为arsenicum，再由古法语（arsenic）传入英语（arsenic）。
砷的硫化物（雌黄和雄黄）和砷的氧化物从上古时期就为人所知和使用。Panopolis的Zosimos（大约公元前300年）描述了焙烧雄黄以得到砒霜，接着又将其还原成砷单质的过程。